# Reinhold Zilch

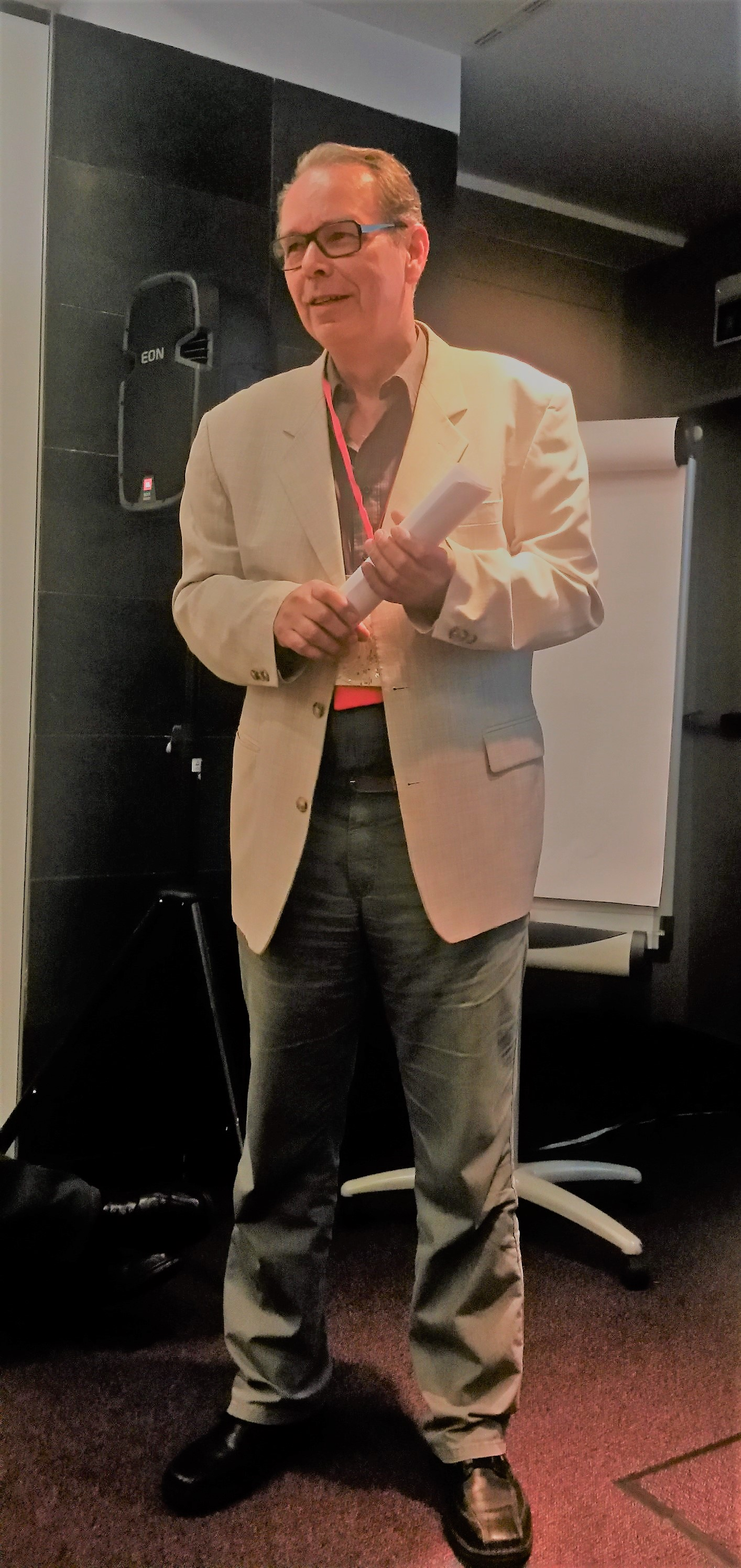
Reinhold Zilch auf dem XV International Numismatic Congress in Taormina

Reinhold Zilch (* 21. Januar 1952 in Berlin) ist ein deutscher Finanzhistoriker und Numismatiker.

## Werdegang
Reinhold Zilch ist in Berlin geboren und aufgewachsen, sein Vater Bruno Zilch (1919–1995) war Lehrer und promovierter Germanist, seine Mutter Ursula Zilch (geb. Krüger, 1917–1998) Deutsch-Lehrerin und Fachlehrerin für Stenographie.
Er ging ab 1958 in Berlin-Köpenick zur Schule und machte 1969 an der Gerhart-Hauptmann-Schule in Berlin-Friedrichshagen sein Abitur. Er studierte ab 1969 in der Fachrichtung Volkswirtschaft an der Hochschule für Ökonomie Berlin (HfÖ), und er beendete sein nachfolgendes dreijähriges Forschungsstudium 1976 an der Humboldt-Universität zu Berlin (HUB) als Doktor der Ökonomie (Dr. oec.) mit einer Dissertation zum Thema „Reichsbank und finanzielle Kriegsvorbereitung 1907 bis 1914“ (Druck 1983).
Reinhold Zilch ist seit 1976 mit der promovierten Wirtschaftswissenschaftlerin und Historikerin Dorle Zilch verheiratet.

## Berufstätigkeit und Hauptforschungsgebiete
Nach der Arbeit als Wissenschaftlicher Assistent am Bereich Wirtschaftsgeschichte der Sektion Wirtschaftswissenschaften der HUB ab 1976, was auch Lehrverpflichtungen einschloss, wechselte Zilch 1979 an das Zentralinstitut für Geschichte der Akademie der Wissenschaften der DDR (AdW) in die Forschungsgruppe Deutsche Geschichte 1900–1917 unter der Leitung von Willibald Gutsche.
In seinen Forschungen konzentrierte er sich zunächst auf die Sozialgeschichte des Wilhelminischen Deutschland, speziell die Rolle des Bankkapitals und der Junker, um sich dann den ökonomischen Fragen der deutschen Okkupationspolitik im Ersten Weltkrieg zu widmen. Im Zentrum der Untersuchungen standen die von den Mittelmächten in den Okkupationsgebieten zur wirtschaftlichen Ausbeutung eingerichteten Emissionsbanken: die Société Générale de Belgique im Generalgouvernement Belgien, die Darlehnskasse Ost im Gebiet des Oberbefehlshabers Ost (Ober Ost), die Polnische Landesdarlehnskasse in dem 1916 als Vasallenstaat auf dem Gebiet des Generalgouvernements Warschau und des Generalgouvernements Lublin gegründeten Königreich Polen sowie die Banca Generala Romana im Militärgeneralgouvernement Rumänien.
Auf der Basis zumeist erstmals ausgewerteter Archivalien sowie umfangreicher zeitgenössischer Literatur und Publizistik wurden die Untersuchungsergebnisse unter dem Titel „Okkupation und Währung im Ersten Weltkrieg. Die deutsche Besatzungspolitik in Belgien und Russisch-Polen 1914–1918“ als Dissertation B abgefasst und hiermit 1990 an der Humboldt-Universität zu Berlin der akademische Grad Doktor der Wissenschaften Dr. sc. oec. erlangt. 1997 wurde diese wissenschaftliche Arbeit durch die HUB als habilitationsgleichwertige Leistung anerkannt, sodass Reinhold Zilch damit einem Privatdozenten gleichgestellt ist. Diese Monographie ist eine der wenigen international vergleichenden Studien zu den Okkupationen im Ersten Weltkrieg.
Ende 1989/Anfang 1990 ergriff Reinhold Zilch in der Wendezeit die Initiative für das akademische Editionsprojekt Acta Borussica. Neue Folge und fand Unterstützung sowohl von Fachkollegen am Akademieinstitut wie Wolfgang Küttler, Walter Schmidt, Gerhard Schulze und Gustav Seeber als auch von bundesrepublikanischen Historikern wie Otto Büsch, Wolfram Fischer, Jürgen Kocka und Gerhard A. Ritter, ferner durch den Direktor des Olms Verlages Eberhard Mertens. 1992, nach der Abwicklung der Akademie der Wissenschaften der DDR, erfuhr Reinhold Zilch bis 2004 Einzelförderung im Wissenschaftler-Integrations-Programm bzw. im anschließenden Hochschulerneuerungs-Programm mit Anbindung an die Freie Universität Berlin bzw. an die Berlin-Brandenburgische Akademie der Wissenschaften (BBAW). Im Jahre 1994 wurde die Edition „Protokolle des preußischen Staatsministeriums 1817–1934/38“ als Akademien-Projekt an der BBAW eingerichtet und bis Mitte 1998 von Zilch geleitet. Er selbst bearbeitete die Zeiträume 1900–1918 sowie 1925–1938.

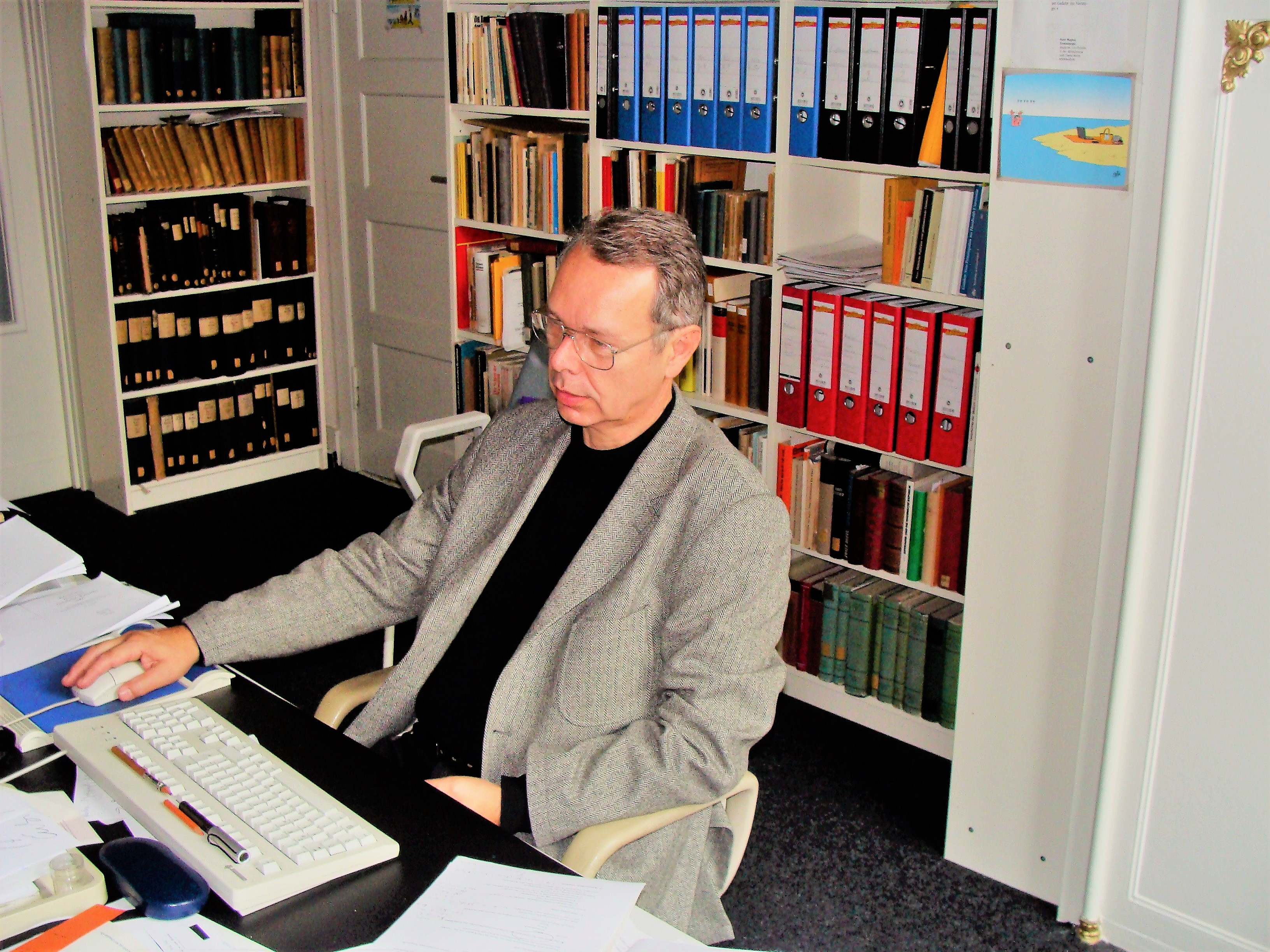
Reinhold Zilch (2008)

In dem 2004 sich anschließenden Akademien-Projekt „Preußen als Kulturstaat“ spezialisierte sich Zilch auf das 20. Jahrhundert sowie die Finanz-, Medizinal- und Schulpolitik. Mit dem Auslaufen des Akademien-Projektes Ende 2015 schied Zilch aus der BBAW aus und bereitete 2016/17 ein DFG-Projekt zur Rolle des ehemaligen Chefs des kaiserlichen Auswärtigen Amtes Gottlieb von Jagow in den geschichtspolitischen Debatten der Weimarer Zeit zur Kriegsschuldfrage vor. 2018 wurde der DFG-Antrag bewilligt und Reinhold Zilch als Wissenschaftlicher Mitarbeiter an der Historischen Kommission bei der Bayerischen Akademie der Wissenschaften in München angestellt. Das Projekt wurde planmäßig 2021 beendet, und im Jahr 2023 erschien die Edition „Gottlieb von Jagow und die Kriegsschuldfrage 1918 bis 1935. Zur Rolle des ehemaligen Chefs des Auswärtigen Amts in den geschichtspolitischen Debatten der Weimarer Zeit. Eine historiographisch-biographische Untersuchung“ in der Reihe „Deutsche Geschichtsquellen des 19. und 20. Jahrhunderts“.
Archiv- und Vortragsreisen führten Reinhold Zilch nach Belgien, Bulgarien, Estland, Großbritannien, Italien, Österreich, Polen, in die Slowakei, nach Ungarn und in die USA.

## Numismatische Forschungen
Als Finanzhistoriker fand Reinhold Zilch schon früh thematischen Zugang zu den Sachzeugen der Geld- und Finanzgeschichte. Im Zusammenhang mit seiner Dissertation veröffentlichte er 1979 Die Geschichte der kleinen Reichsbanknoten zu 20 und 50 Mark.
Angeregt durch Willibald Gutsche, der ehrenamtlich die Gesellschaft für Heimatgeschichte im Kulturbund der DDR leitete, wurde Reinhold Zilch Mitglied des Zentralen Fachausschusses Numismatik sowie von 1984 bis 1990 Mitherausgeber der Zeitschrift „Numismatische Beiträge“. Außerdem hielt er Lehrveranstaltungen zur Einführung in die Finanzgeschichte und Numismatik sowohl für Studenten der Wirtschaftsgeschichte als auch der Archivwissenschaften an der Humboldt-Universität zu Berlin sowie nach 1990 an der Freien Universität Berlin.
Ausgehend von dem Forschungsinteresse an Emissionsbanken und dem Papiergeld bemüht sich Zilch um ein, die aktuellen Entwicklungen im Geldwesen und Zahlungsverkehr berücksichtigendes, modernes Selbstverständnis der Numismatik und die Propagierung ihrer Erkenntnispotentiale für die Geschichtsschreibung insgesamt.
Ein weiterer Schwerpunkt in den Arbeiten von Zilch sind die Entwicklungen in der numismatischen Nationalikonographie von Nachfolgestaaten in Europa während und nach dem Ersten Weltkrieg.

## Mitgliedschaften (Auswahl)
- Leibniz-Sozietät der Wissenschaften zu Berlin (als Mitglied gewählt 2017)
- Solidaritätsdienst International (SODI)

## Publikationen (Auswahl)
- Wirtschafts- und sozialpolitische Reformansätze im preußischen Staatsministerium während des Ersten Weltkrieges und die Weimarer Verfassung. Zur Frage der Kontinuität in der Ministerialbürokratie. In: Bärbel Holtz u. Hartwin Spenkuch (Hrsg.): Preußens Weg in die Moderne. Verfassung – Verwaltung – politische Kultur zwischen Reform und Reformblockade (= Berichte und Abhandlungen, Sonderband 7), Akademie Verlag, Berlin 2001, S. 387–396.
- Die ungeliebten Kronen. Die Zurückweisung der Goldmünzen des deutsch-österreichischen Münzvereins von 1857 durch den deutschen Handel. In: Karl Hardach (Hrsg.): Internationale Studien zur Geschichte von Wirtschaft und Gesellschaft, Teil 2, Frankfurt/M. usw. 2012 (Festschrift Lothar Baar), S. 1325–1340.
- Das preußische Kultusministerium und die amtlichen Hebammenlehrbücher 1815–1904. In: Daniel Schäfer (Hrsg.): Rheinische Hebammengeschichte im Kontext (= Kölner Beiträge zu Geschichte und Ethik der Medizin, Band 1), kassel university press 2010, S. 157–195.
- Staatsfinanzen und Bildungsreform. Formen der staatlichen Finanzierung des Bildungswesens 1797 bis 1819. In: Forschungen zur brandenburgischen und preußischen Geschichte. Neue Folge, Berlin, 8 Jg. (2008), Beiheft 9: Jürgen Kloosterhuis und Wolfgang Neugebauer (Hrsg.): Krise, Reform und Finanzen. Preußen vor und nach der Katastrophe von 1806, Berlin 2008, S. 147–168.
- Die Einführung der Fraktur-Schrift von Ludwig Sütterlin und das preußische Kultusministerium (1910–1924). In: Stefan Haas, Mark Hengerer (Hrsg.): Im Schatten der Macht. Kommunikationskulturen in Politik und Verwaltung 1600–1950. Campus, Frankfurt/M., New York 2008, S. 203–219.
- Die Berliner Reformationsmedaille von 1839 als Schulpreis. Die Verwendung der Medaille im Königreich Preußen, im deutschen Kaiserreich, in der Weimarer Republik und im Dritten Reich. Teil 1: Die Stiftung einer Reformationsmedaille durch den Berliner Magistrat 1839 und die Konkurrenz zwischen Christoph Carl Pfeuffer und Gottfried Bernhard Loos. Teil 2: Die Verteilung der Berliner Reformationsmedaille von 1839 und die Umwidmung der überzähligen Exemplare zu einem Schulpreis für die nächsten 100 Jahre. In: money trend. Internationales Magazin für Münzen und Papiergeld 50 (2018), Heft 5, S. 90–97; Heft 9, S. 104–108.
- Numismatische Geheimnisse des Ersten Weltkrieges. Teil 1: Unbekannte deutsche Große Darlehnskassenscheine ab 500 Mark; Teil 2: Das belgische Notgeld und „die Gefahr ernster Missstände“; Teil 3: Eine Medaille auf den Einzug deutscher Truppen in Paris 1914??? -!!. In: money trend. Internationales Magazin für Münzen und Papiergeld 46 (2014), Heft 11, S. 236–239; 50 (2018), Heft 7/8, S. 108–115; 56 (2024), Heft 9, S. 87–89.
- „Goethe auf Geldscheinen ist eine Ungeheuerlichkeit“. Zu den Auseinandersetzungen um die Gestaltung der Reichsbanknoten 1919 bis 1925. Teil 1: Allegorien oder Köpfe ? (1919–1923); Teil 2: Freiheitskämpfer, Künstler oder Erfinder? (1923–1926). In: money trend. Internationales Magazin für Münzen und Papiergeld 43 (2011), Heft 11, S. 186–193; 44 (2012), Heft 1, S. 192–194.
- Auf Mark und Pfennig. Aus der Geschichte des Geldes. Der Kinderbuchverlag, Berlin 1986.
- Reinhold Zilch (Hrsg.): Gottlieb von Jagow (1863–1935) und sein Umfeld. Ein kaiserlicher Spitzendiplomat zwischen Erstem Weltkrieg und Kriegs(un)schuldforschung. Workshop am 6./7. Juni 2019 in München, Historisches Kolleg. Veranstalter: Historische Kommission bei der Bayerischen Akademie der Wissenschaften; Leibniz-Sozietät der Wissenschaften zu Berlin; Finanziert von der DFG. Mit Beiträgen von Hans-Werner Hahn, Reinhold Zilch, Gerd Fesser, Hartwin Spenkuch, Gerd Krumeich, Jakob Müller, Piotr Szlanta, Christian Lüdtke, Martin Kröger (= Sitzungsberichte der Leibniz-Sozietät der Wissenschaften zu Berlin, Band 142, Jahrgang 2020). trafo Wissenschaftsverlag Dr. Wolfgang Weist, Berlin 2020, ISBN 978-3-86464-179-4.
- Reinhold Zilch (Hrsg.): Gottlieb von Jagow und die Kriegsschuldfrage 1918 bis 1935. Zur Rolle des ehemaligen Chefs des Auswärtigen Amtes in den geschichtspolitischen Debatten der Weimarer Zeit. Eine historiographisch-biographische Untersuchung (= Deutsche Geschichtsquellen des 19. und 20. Jahrhunderts. Bd. 80). Berlin 2023, ISBN 978-3-428-18923-6 (Informationen zum Titel: www.duncker-humblot.de/9783428189236).